# Воксахачи (Тексас)
Воксахачи (енгл. Waxahachie) град је у америчкој савезној држави Тексас. По попису становништва из 2010. у њему је живело 29.621 становника.

## Демографија
Према попису становништва из 2010. у граду је живело 29.621 становника, што је 8.195 (38,2%) становника више него 2000. године.
| Група             | 2000.          | 2010.          |
| Белци             | 13.159 (61,4%) | 18.370 (62,0%) |
| Афроамериканци    | 3.663 (17,1%)  | 3.819 (12,9%)  |
| Азијати           | 85 (0,4%)      | 155 (0,5%)     |
| Хиспаноамериканци | 4.229 (19,7%)  | 6.870 (23,2%)  |
| Укупно            | 21.426         | 29.621         |